# Groupe d'Ecca
Pour les articles homonymes, voir ECCA.
| Période                                          | Groupe            | Formation à l'ouest du 24°E | Formation à l'est du 24°E | Strate (cénozone) |
| ------------------------------------------------ | ----------------- | --------------------------- | ------------------------- | ----------------- |
| Jurassique                                       | Drakensberg       | Hiatus                      | Drakensberg               |                   |
| Jurassique                                       | Stormberg         | Hiatus                      | Clarens                   |                   |
| Trias                                            | Stormberg         | Hiatus                      | Elliot                    |                   |
| Trias                                            | Stormberg         | Hiatus                      | Molteno                   |                   |
| Trias                                            | Beaufort          | Hiatus                      |                           |                   |
| Trias                                            | Burgersdorp       | Hiatus                      | Cynognathus (en)          |                   |
| Trias                                            | Katberg           | Hiatus                      | Lystrosaurus (en)         |                   |
| Trias                                            | Balfour           | Hiatus                      |                           |                   |
| Permien                                          | Dicynodon (en)    | Hiatus                      |                           |                   |
| Permien                                          | Teekloof          |                             |                           |                   |
| Permien                                          | Cistecephalus     |                             |                           |                   |
| Permien                                          | Middleton         |                             |                           |                   |
| Permien                                          | Tropidostoma (en) |                             |                           |                   |
| Permien                                          | Pristerognathus   |                             |                           |                   |
| Permien                                          | Abrahams-Kraal    | Koonap                      |                           |                   |
| Permien                                          | Abrahams-Kraal    | Koonap                      | Tapinocephalus (en)       |                   |
| Permien                                          | Abrahams-Kraal    | Koonap                      | Eodicynodon (en)          |                   |
| Permien                                          | Ecca              | Waterford                   | Waterford                 |                   |
| Permien                                          | Ecca              | Tierberg / Fort Brown       | Fort Brown                |                   |
| Permien                                          | Ecca              | Laingsburg / Ripon          | Ripon                     |                   |
| Permien                                          | Ecca              | Collingham                  | Collingham                |                   |
| Permien                                          | Ecca              | White Hill                  | White Hill                |                   |
| Permien                                          | Ecca              | Prince Albert               | Prince Albert             |                   |
| Carbonifère                                      | Dwyka             | Elandsvlei                  | Elandsvlei                |                   |
| Références : Rubidge 2005, Selden et Nudds 2011. |                   |                             |                           |                   |

Le groupe d'Ecca est un groupe stratigraphique de roches sédimentaires, situé en Afrique australe. C'est une des composantes du supergroupe du Karoo. Il est composé de shales et de mudstones déposés au Permien sur les berges sablonneuses de marais.

## Description
La localité-type est le bassin du Karoo, sous-tendant l'Afrique du Sud et le Lesotho. Au sud-ouest du bassin, le groupe d'Ecca présente une épaisseur d'environ 1 300 mètres. Il n'existe aucun endroit où l'on puisse voir une section verticale entière ; à Skoorsteenberg, on peut en voir une section verticale de 900 mètres.
Les grès et les schistes du groupe d'Ecca proviennent de sédiments clastiques déposés dans une grande mer intérieure peu profonde. Des marécages et une végétation développée existaient à cet endroit, ce qui a amené la constitution de nombreux gisements de charbon. Quasiment toutes les ressources houillères de l'Afrique du Sud et un tiers des ressources de l'hémisphère sud se trouvent dans les roches du groupe d'Ecca.

## Séquences stratigraphiques du Karoo
Dans ce qui est de nos jours la province du Cap-Oriental, le remplissage du bassin du Karoo commence avec les dépôts du groupe de Dwyka, suivis par ceux formant le groupe d'Ecca, le groupe de Beaufort, la formation de Molteno, la formation d'Elliot et la formation de Clarens, appartenant au groupe du Drakensberg. Le bassin a suivi l'évolution typique des bassins d'avant-pays, le groupe d'Ecca représentant la composante « flysch », tandis que le groupe de Beaufort, la formation de Molteno et la formation d'Elliot correspondent à des sédiments de molasse fluviale,.

## Stratigraphie du groupe d'Ecca dans la province du Cap-Oriental
Le groupe d'Ecca se trouve dans toute l'Afrique australe ; les unités stratigraphiques du groupe dans la province du Cap-Oriental sont les suivantes, dans l'ordre chronologique :
- La formation du Prince Albert, composée de mudstones marins ; connue auparavant comme « shales du haut Dwyka » et rattachée à l'époque au groupe de Dwyka[9].
- La formation de Whitehill, composée de mudstones marins ; nommée auparavant White Band et rattachée au groupe de Dwyka[9].
- La formation de Collingham, composée de schistes gris alternant avec de l'argile jaune, provenant de cendres volcaniques.
- La formation de Ripon.
- La formation de Fort Brown.
- La formation de Waterford, faite de grès et schistes.

La formation de Pietermaritzburg et la plus récente formation de Vryheid en font aussi partie.